# Die Trapp Familie – Ein Leben für die Musik
Die Trapp Familie – Ein Leben für die Musik ist ein deutsch-österreichischer Film von Ben Verbong, basierend auf dem Buch „Memories before and after The Sound of Music“ von Agathe von Trapp. Der Kinostart in Deutschland war am 12. November 2015.

## Handlung
Agathe von Trapp kommt als älteste von vielen Geschwistern früh eine besondere Verantwortung zu. Während die Beziehung zu ihrem Vater, dem renommierten Marineoffizier Georg von Trapp etwas schwierig ist, gelingt es Agathes Stiefmutter Maria, zu der sie eine nicht weniger problematische Beziehung hat, in der gesamten Familie die Liebe zur Musik zu wecken. Trost findet Agathe in der Liebe zu ihrem Jugendfreund Sigi – und in der Musik. Es stellt sich heraus, dass Agathe eine talentierte Sängerin ist, sodass sie von ihrer Familie sowie von der berühmten Sängerin Lotte Lehmann nach Kräften unterstützt wird. Mit Machtübernahme des Nazi-Regimes muss die Familie schließlich in die USA emigrieren, wo Agathe ein Star wird.

## Kritik
Der Filmdienst urteilt, der Film sei ein „frei nach der Autobiografie von Agathe von Trapp entworfenes Gesellschaftsdramolett um die berühmte singende Familie, das ein oberflächliches Idyll und gestelztes politisches Engagement zelebriert, in Wahrheit aber nur den muffigen Zeitgeist US-amerikanischer Familienfilme aus der Vorweihnachtszeit transportiert“.

## Auszeichnungen
- 2015: Prädikat „wertvoll“ der Deutschen Film- und Medienbewertung (FBW)[5]
- 2016: Nominierung als beste deutsche Darstellerin für Yvonne Catterfeld beim Jupiter[6]